# Givry (Yonne)
Pour les articles homonymes, voir Givry.
Givry est une commune française située dans le département de l'Yonne, en région Bourgogne-Franche-Comté.

## Géographie
Givry est située en bordure de la rivière le Cousin, affluent de la Cure, sous-affluent de l'Yonne, du bassin de la Seine.
Deux petites grottes de 5 m de longueur se trouvent dans le sud-est de la commune au lieu-dit Labsière, à 265 et 270 m d'altitude.

### Climat
Pour des articles plus généraux, voir Climat de la Bourgogne-Franche-Comté et Climat de l'Yonne.
En 2010, le climat de la commune est de type climat océanique dégradé des plaines du Centre et du Nord, selon une étude du Centre national de la recherche scientifique s'appuyant sur une série de données couvrant la période 1971-2000. En 2020, Météo-France publie une typologie des climats de la France métropolitaine dans laquelle la commune est exposée à un climat océanique altéré et est dans la région climatique  Lorraine, plateau de Langres, Morvan, caractérisée par un hiver rude (1,5 °C), des vents modérés et des brouillards fréquents en automne et hiver. 
Pour la période 1971-2000, la température annuelle moyenne est de 11 °C, avec une amplitude thermique annuelle de 15,8 °C. Le cumul annuel moyen de précipitations est de 737 mm, avec 11,7 jours de précipitations en janvier et 7,7 jours en juillet. Pour la période 1991-2020, la température moyenne annuelle observée sur la station météorologique de Météo-France la plus proche, « Merry-sur-Yonne », sur la commune de Merry-sur-Yonne à 12 km à vol d'oiseau, est de 11,5 °C et le cumul annuel moyen de précipitations est de 776,9 mm. 
La température maximale relevée sur cette station est de 40,7 °C, atteinte le 7 août 2003 ; la température minimale est de −22 °C, atteinte le 16 janvier 1985,,. 
Les paramètres climatiques de la commune ont été estimés pour le milieu du siècle (2041-2070) selon différents scénarios d'émission de gaz à effet de serre à partir des nouvelles projections climatiques de référence DRIAS-2020. Ils sont consultables sur un site dédié publié par Météo-France en novembre 2022.

## Urbanisme

### Typologie
Au 1er janvier 2024, Givry est catégorisée commune rurale à habitat dispersé, selon la nouvelle grille communale de densité à sept niveaux définie par l'Insee en 2022.
Elle est située hors unité urbaine. Par ailleurs la commune fait partie de l'aire d'attraction d'Avallon, dont elle est une commune de la couronne,. Cette aire, qui regroupe 74 communes, est catégorisée dans les aires de moins de 50 000 habitants,.

### Occupation des sols
L'occupation des sols de la commune, telle qu'elle ressort de la base de données européenne d’occupation biophysique des sols Corine Land Cover (CLC), est marquée par l'importance des forêts et milieux semi-naturels (62 % en 2018), en diminution par rapport à 1990 (65 %). La répartition détaillée en 2018 est la suivante : 
forêts (48,3 %), prairies (21,1 %), milieux à végétation arbustive et/ou herbacée (13,7 %), terres arables (7,4 %), mines, décharges et chantiers (3,6 %), zones urbanisées (3 %), zones agricoles hétérogènes (2,9 %). L'évolution de l’occupation des sols de la commune et de ses infrastructures peut être observée sur les différentes représentations cartographiques du territoire : la carte de Cassini (XVIIIe siècle), la carte d'état-major (1820-1866) et les cartes ou photos aériennes de l'IGN pour la période actuelle (1950 à aujourd'hui).

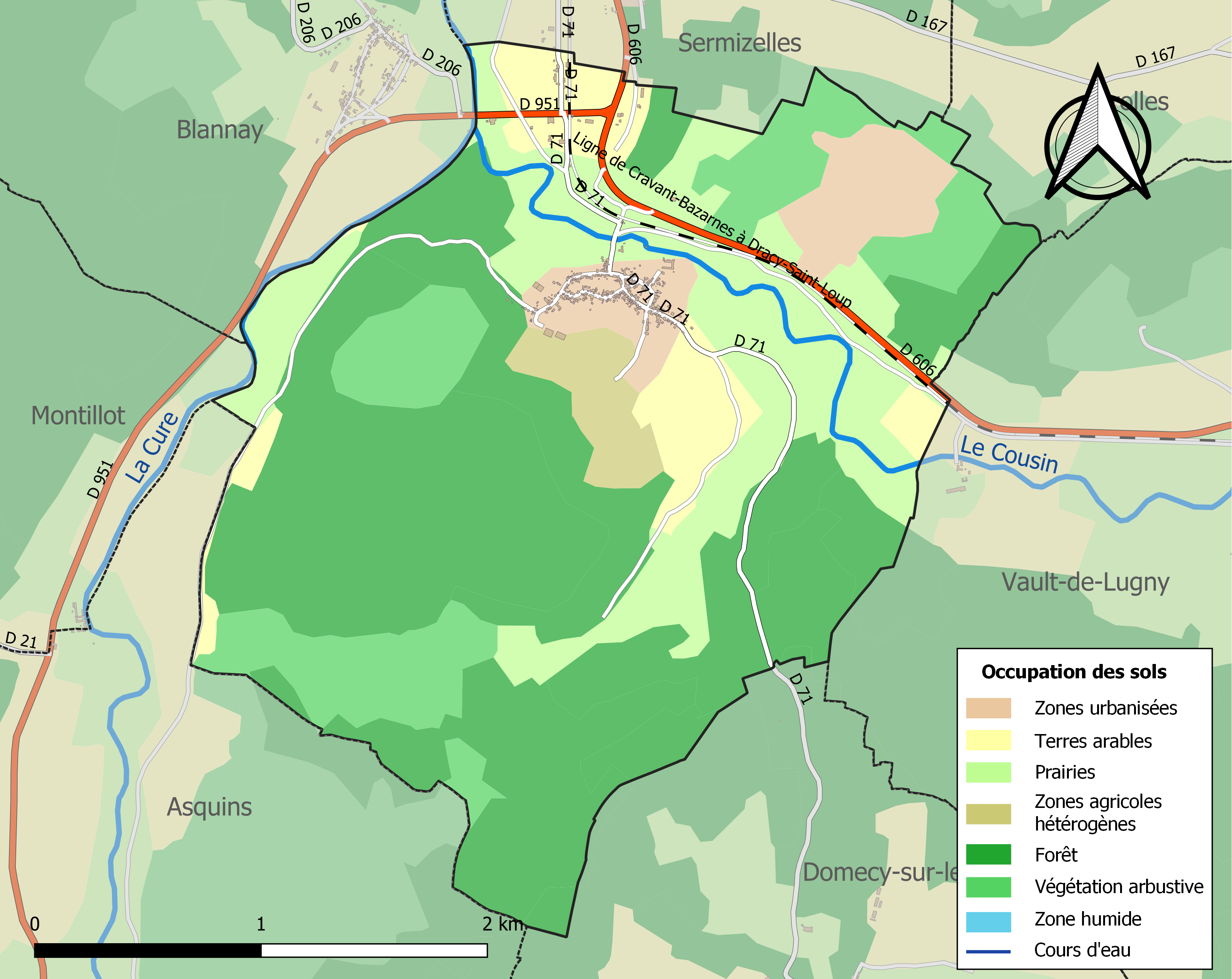
Carte des infrastructures et de l'occupation des sols de la commune en 2018 (CLC).

## Histoire
Deux sites de villae sont connus : le Champ de la Bataille, avec une partie pour l'habitation (balnéaires, mosaïques) au nord et deux ailes de constructions pour les communs ; et le Trillot, occupé depuis le Ier siècle av. J.-C. jusqu'au Moyen Âge et en partie recouvert par le village actuel.
Gibriacus  est mentionné au XIIe siècle dans le cartulaire de l'abbaye de Vézelay. C'est un fief du duché de Bourgogne.

## Politique et administration
| Période   | Période  | Identité        | Étiquette | Qualité |
| --------- | -------- | --------------- | --------- | ------- |
|           |          |                 |           |         |
| mars 2008 | 2014     | Marianne Blivet |           |         |
| 2014      | En cours | Gérard Chabert  |           |         |

## Démographie
L'évolution du nombre d'habitants est connue à travers les recensements de la population effectués dans la commune depuis 1793. Pour les communes de moins de 10 000 habitants, une enquête de recensement portant sur toute la population est réalisée tous les cinq ans, les populations de référence des années intermédiaires étant quant à elles estimées par interpolation ou extrapolation. Pour la commune, le premier recensement exhaustif entrant dans le cadre du nouveau dispositif a été réalisé en 2004.

En 2022, la commune comptait 178 habitants, en évolution de +4,71 % par rapport à 2016 (Yonne : −1,95 %, France hors Mayotte : +2,11 %).
| 1793 | 1800 | 1806 | 1821 | 1831 | 1836 | 1841 | 1846 | 1851 |
| ---- | ---- | ---- | ---- | ---- | ---- | ---- | ---- | ---- |
| 440  | 529  | 496  | 474  | 475  | 463  | 466  | 457  | 434  |

| 1856 | 1861 | 1866 | 1872 | 1876 | 1881 | 1886 | 1891 | 1896 |
| ---- | ---- | ---- | ---- | ---- | ---- | ---- | ---- | ---- |
| 433  | 420  | 402  | 342  | 386  | 379  | 362  | 346  | 351  |

| 1901 | 1906 | 1911 | 1921 | 1926 | 1931 | 1936 | 1946 | 1954 |
| ---- | ---- | ---- | ---- | ---- | ---- | ---- | ---- | ---- |
| 337  | 307  | 312  | 225  | 231  | 222  | 234  | 211  | 217  |

| 1962 | 1968 | 1975 | 1982 | 1990 | 1999 | 2004 | 2006 | 2009 |
| ---- | ---- | ---- | ---- | ---- | ---- | ---- | ---- | ---- |
| 226  | 253  | 194  | 204  | 166  | 195  | 191  | 195  | 181  |

| 2014 | 2019 | 2022 | - | - | - | - | - | - |
| ---- | ---- | ---- | - | - | - | - | - | - |
| 179  | 180  | 178  | - | - | - | - | - | - |

## Lieux et monuments

Église Notre-Dame
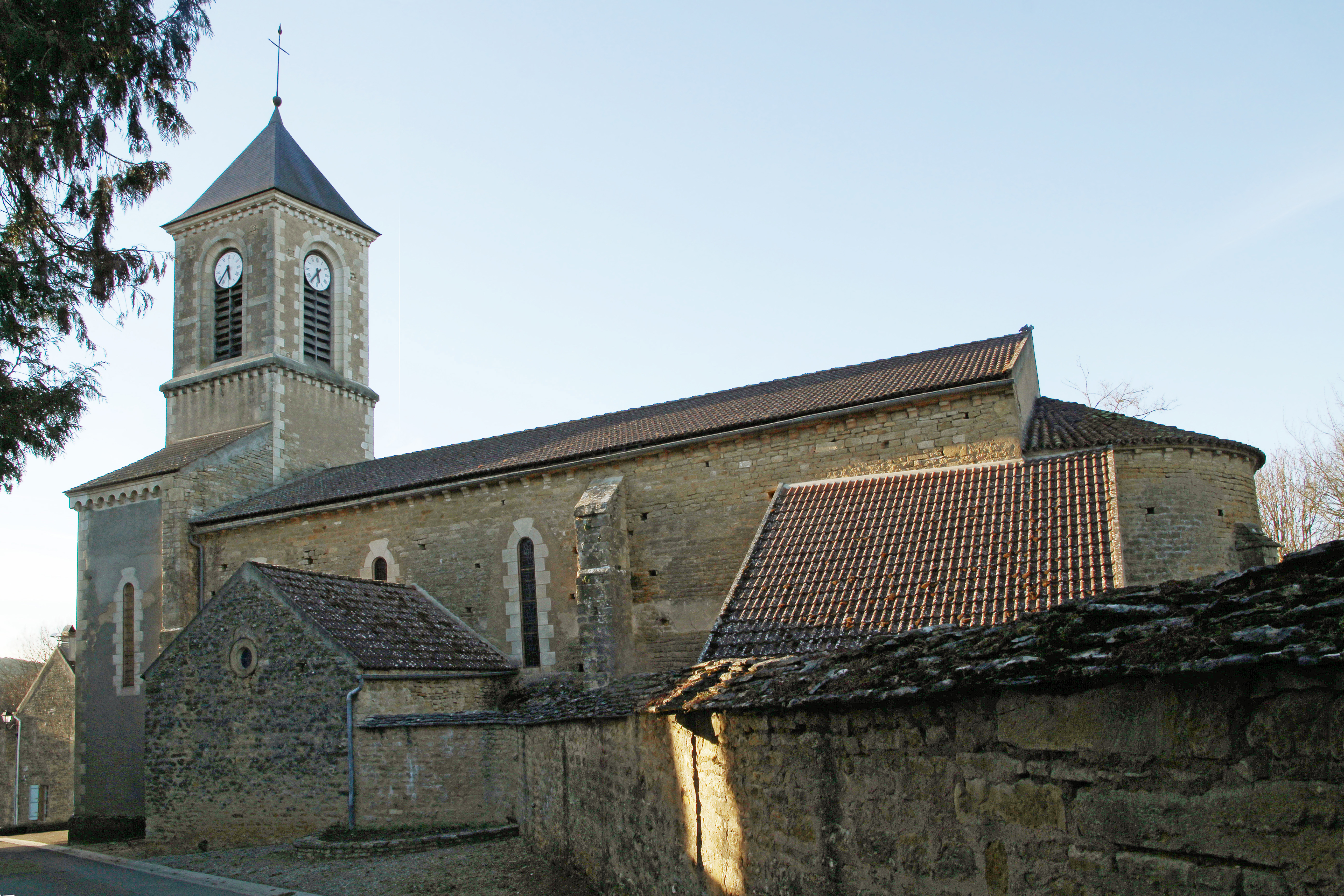
Côté sud
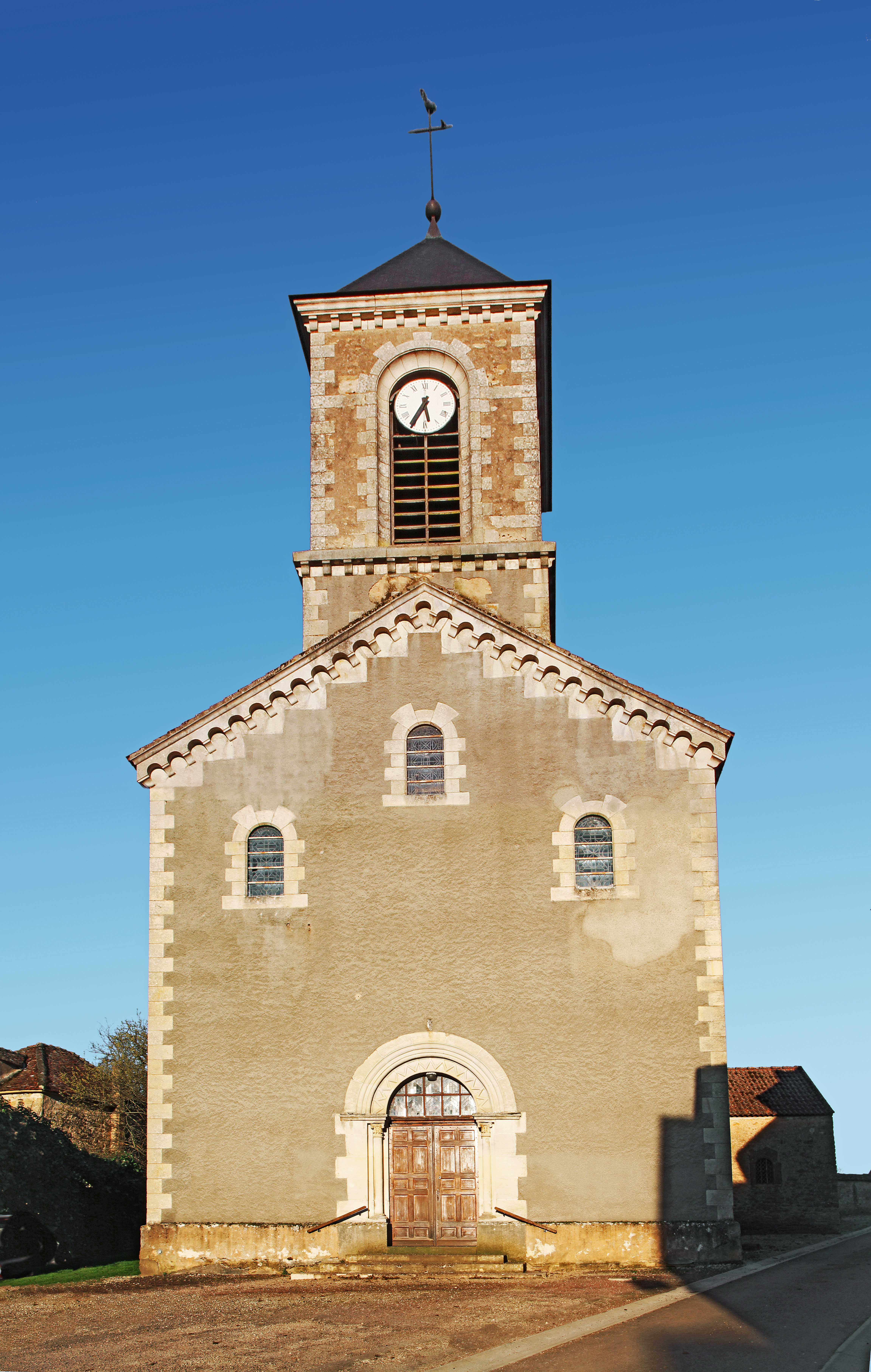
Façade ouest de l'église

- Pont ancien à 3 arches sur le Cousin
- Ancien lavoir remarquable
- Église Notre-Dame
- Jardins du château inscrits à l'inventaire général du patrimoine culturel (Mérimée IA89000417). Le château est privé.

- Église Notre-Dame
- Côté sud
- Façade ouest de l'église

## Personnalités liées à la commune
André Viaut (1899-1973), météorologiste français, directeur de la Direction de la météorologie nationale de 1945 à 1964, et président de l'Organisation mondiale de la météorologie de 1955 à 1963, est né à Givry le 16 octobre 1899.
Jean Pierre Blivet, professeur de chant international reconnu dans le monde entier, a formé des artistes lyriques tels que Natalie Dessay, Laurent Naouri, Isabelle Kabatu, ou encore Patrice Berger, qui figurent parmi les plus grands noms des scènes d'opéras les plus prestigieuses, telles que le Metropolitan Opera de New York, le Wiener Staatsoper, la Scala de Milan ou encore l'Opéra national de Paris.

## Pour approfondir